# Martin Haase
Martin Haase (né le 25 octobre 1962) est un professeur allemand de linguistique à l'Université de Bamberg. Haase est également linguiste, polyglotte et podcasteur.

## Éducation
Après avoir obtenu son diplôme au lycée Helene-Lange-Gymnasium (Dortmund, 1982), Haase a étudié la linguistique générale, les langues romanes et la linguistique historique et comparée aux universités de Toulouse et de Cologne, où il a rédigé son doctorat en 1991. thèse sur le contact linguistique et le changement de langue : Die Einflüsse des Gaskognischen und Französischen auf das Baskische ("Les influences du gascon (occitan) et du français sur la langue basque").
Après des études supplémentaires à l'Université de Hambourg en 1992, Haase a travaillé comme professeur assistant à l'Université d'Osnabrück. En 1997, il a obtenu son habilitation avec une deuxième thèse, Dialektdynamik in Mittelitalien: Sprachveränderungsprozesse im umbrischen Apenninenraum ("Dynamique dialectale dans le centre de l'Italie: évolution de la langue dans les Apennins de l'Ombrie ").
Il a ensuite été professeur à l' Université Albert Ludwig de Fribourg, à l' Université libre de Berlin et à l' Institut de technologie de Berlin (Technische Universität Berlin).
En 2001, il est devenu professeur à l' Université de Brême. L'année suivante, il accepte la Chaire de linguistique romane à l' Université de Bamberg, où il enseigne depuis.

## Activités bénévoles

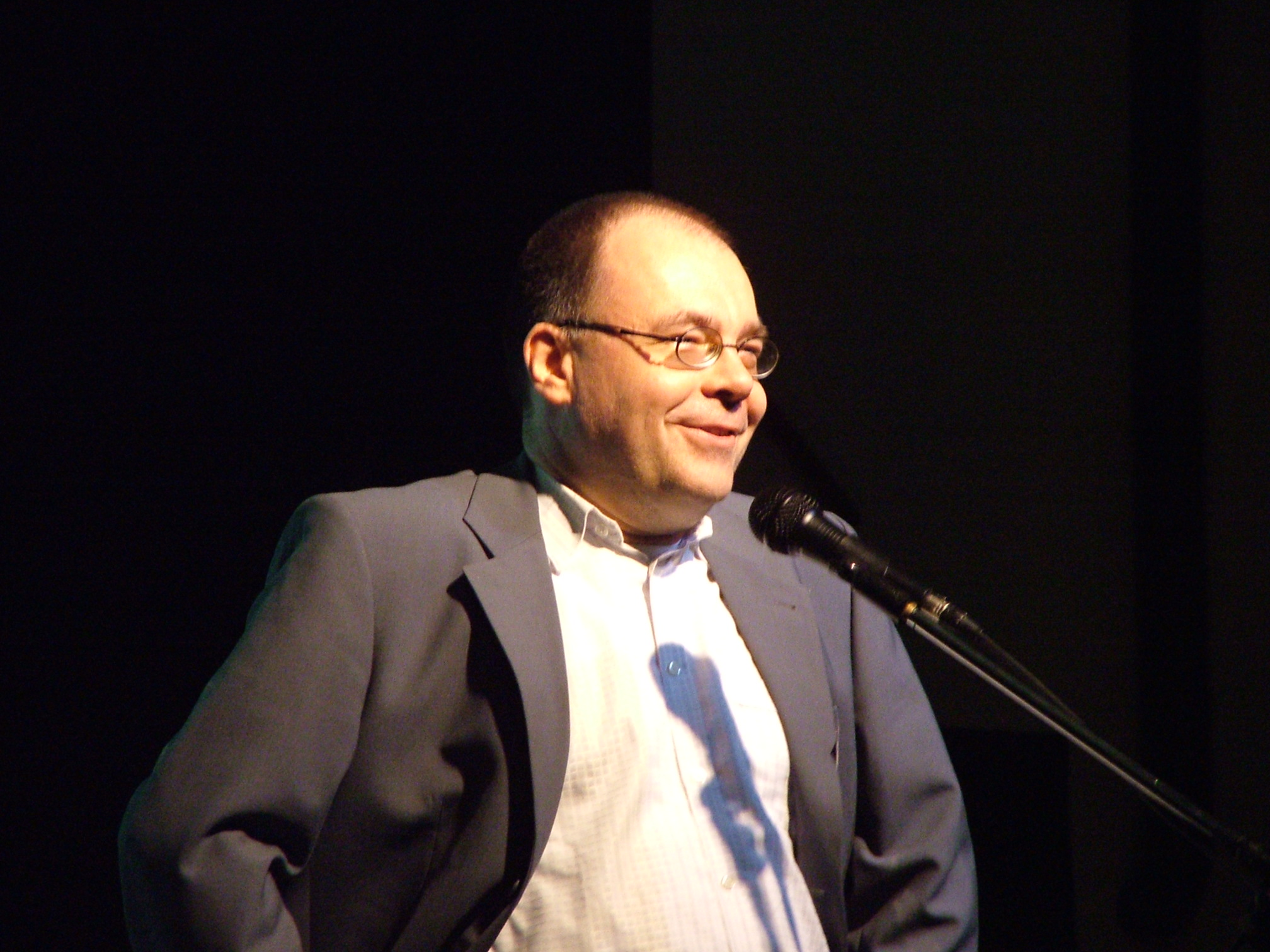
Haase donnant une conférence au 50e Esperanto Internacia Seminario à Wewelsburg, décembre 2006.

Haase s'engage dans des projets open source et open content. Il est un auteur de Wikipédia qui a été membre du conseil consultatif de Wikimedia Allemagne (2005 – 2007); il ne s'est pas présenté à la réélection. Vivant principalement à Berlin, il est membre du Chaos Computer Club, ayant servi depuis 2009 en tant que représentant du conseil d'administration des groupes d'échange d'expériences (Erfahrungsaustauschkreise). Depuis 2009, il est également membre du parti Pirate,, ; le parti soutient la transparence du gouvernement, un droit à la confidentialité des informations et la fin des brevets génétiques et de la censure d'Internet en Allemagne mais n'a pas de sièges au Bundestag.

## Mouvement espéranto
En tant qu'étudiant de premier cycle, Haase a appris la langue construite internationale: l'espéranto. Il a été actif dans le groupe de jeunes espéranto Germana Esperanto-Junularo, jouant dans un groupe de théâtre amateur appelé Kia koincido ("Quelle coïncidence"), et en a été le président national de 1988 à 1990. Aujourd'hui, il est directeur de l'Institut allemand d'espéranto et membre associé de l' Académie internationale des sciences de Saint-Marin, où la principale langue de travail est l'espéranto.

## Autres intérêts linguistiques
Haase est un polyglotte; il parle l' allemand, l' anglais, le français, l' italien, l' espagnol, le basque et l' espéranto, ainsi que le catalan et l' occitan. Il est également capable de lire le latin, le grec ancien, le sanskrit, le gothique, le néerlandais, le roumain, le russe, le maltais, le swahili et le samoan, et de communiquer en utilisant la langue des signes allemande (Deutsche Gebärdensprache, DGS).[réf. nécessaire]